# 王明清 (1935年)
王明清（1935年4月—2022年4月15日），甘肃会宁人，中国人民解放军甘肃省军区正军职退休干部、原兰州军区后勤部部长。

## 生平
王明清1951年1月入伍，1954年9月加入中国共产党。历任助教、参谋、副营长、营长、团参谋长、团长、师参谋长、师长，陆军第十九军副军长、兰州军区后勤部副部长等职。
2022年4月15日，王明清因病于兰州逝世，享年87岁。讣告刊登在6月9日的《解放军报》。